# George Jackson (pantera negra)
George Jackson (Chicago, Illinois, 23 de septiembre de 1943-Prisión Estatal de San Quintín, 21 de agosto de 1971) fue un autor afroamericano, miembro del Partido Pantera Negra. Mientras cumplía una condena por robo a mano armada en 1961, Jackson se hizo marxista revolucionario. En 1970, fue acusado, junto con otros dos Hermanos Soledad, por el asesinato del guardia John Vincent Mills después de una pelea en la prisión. El mismo año, publicó Soledad Brother: The Prison Letters de George Jackson, una combinación de autobiografía y manifiesto dirigida a un público negro estadounidense. El libro se convertiría en un éxito de ventas y ganaría la fama personal de Jackson. Los guardias de la Prisión de San Quentín le dispararon hasta morir.
Alcanzó gran fama con sus escritos, sacando a la luz las experiencias de los presos negros en Estados Unidos, donde se usaban tácticas como privación sensorial, aislamiento total, vigilancia constante, violencia extrema y humillaciones por parte de los guardias blancos racistas.

## Biografía
Nacido en Chicago, Jackson fue el segundo de los cinco hijos de Lester y Georgia Bea Jackson. Pasó un tiempo en las instalaciones de Correcciones de la Autoridad Juvenil de California en Paso Robles debido a varias condenas de menores, entre ellas robo a mano armada, asalto y robo.
En 1961, fue declarado culpable de robo a mano armada (robando 70 dólares a punta de pistola en una gasolinera).
Durante sus primeros años en la prisión estatal de San Quentin, Jackson se involucró en actividades revolucionarias donde presuntamente agredió a oficiales y presos. Tal comportamiento, a su vez, se usó para justificar su encarcelamiento continuo en una sentencia indeterminada. Fue descrito por los funcionarios de la prisión como egocéntrico y antisocial. En 1966, Jackson conoció y se hizo amigo de WL Nolen, quien lo introdujo a la ideología marxista y maoísta. Los dos fundaron la Familia Guerrillera Negra en 1966, basada en el pensamiento político marxista y maoísta. Al hablar de su transformación ideológica, Jackson comentó: "Conocí a Marx, Lenin, Trotski, Engels y Mao cuando entré a la cárcel, y me redimieron".
A medida que crecieron las infracciones disciplinarias de Jackson, pasó más tiempo en régimen de aislamiento, donde estudió economía política y teoría radical. También escribió muchas cartas a amigos y simpatizantes, que luego se editarían y compilarían en los libros Soledad Brother y Blood in My Eye, sus libros más vendidos y los que atrajeron la atención de los intelectuales de izquierda en los Estados Unidos y Europa Occidental. La transformación política de Jackson fue considerada poco sincera por los funcionarios de la prisión, y el director asociado de San Quentin comentó que Jackson era un sociópata y un matón muy agradable a quien le importaba un comino la revolución.
Jackson acumuló un grupo de seguidores, incluidos algunos blancos e hispanos, pero mayormente otros reclusos negros.
En enero de 1969, Jackson y Nolen fueron trasladados de la prisión de San Quentin a la Prisión Estatal de Soledad. El 13 de enero de 1970, Nolen y otros dos reclusos negros (Cleveland Edwards y Alvin Miller) fueron asesinados a tiros por el oficial de prisión Opie G. Miller durante un disturbio con miembros de la Hermandad Aria. Después de la muerte de Nolen, Jackson se enfrentó cada vez más con los funcionarios de la cárcel y habló a menudo sobre la necesidad de proteger a los demás reclusos y vengarse de los oficiales por la muerte de Nolen, en lo que Jackson denominó "violencia de represalia selectiva".
El 17 de enero de 1970, Jackson, Fleeta Drumgo y John Clutchette fueron acusados de asesinar al oficial John V. Mills, quien fue golpeado y arrojado desde el tercer piso del ala Y de la prisión estatal de Soledad. Esto se considera pena capital y una condena podría poner a Jackson en la cámara de gas. Mills fue asesinado supuestamente en represalia por haber matado a tiros a tres reclusos el año anterior. Mills nunca fue declarado culpable de ningún delito, y el gran jurado dictaminó que sus acciones eran homicidios justificables.

## Incidente en la corte del Condado de Marin
El 7 de agosto de 1970, el hermano de George Jackson, Jonathan Jackson, de 17 años, irrumpió en un tribunal del Condado de Marin con un arma automática, liberó a los prisioneros James McClain, William A. Christmas y Ruchell Magee, y tomó como rehenes al juez Harold Haley, el fiscal adjunto del distrito Gary Thomas, y a tres miembros del jurado para exigir la liberación de los "Soledad Brothers". 
Haley, Jonathan Jackson, Christmas y McClain fueron asesinados cuando intentaban huir del palacio de justicia. El testimonio de un testigo presencial sugiere que Haley fue alcanzado por el fuego de una escopeta recortada que había sido sujetada a su cuello con cinta adhesiva por los secuestradores. Thomas, Magee y uno de los jurados resultaron heridos.
Angela Davis, acusada de comprar las armas, fue absuelta de conspiración, secuestro y asesinato. Una posible explicación para la conexión del arma es que Jonathan Jackson era su guardaespaldas. Magee, el único sobreviviente entre los atacantes, finalmente se declaró culpable de secuestro agravado y fue condenado a cadena perpetua en 1975. Magee está actualmente encarcelado en la prisión estatal de Corcoran y ha perdido numerosas solicitudes de libertad condicional.

## Muerte
El 21 de agosto de 1971, Jackson se reunió con el abogado Stephen Bingham por una demanda civil que Jackson había presentado contra el Departamento de Correcciones de California. Después de la reunión, el oficial Urbano Rubico escoltó a Jackson de regreso a su celda. Durante el traslado, Rubico notó un objeto metálico en el cabello de Jackson, quién alegó que era una peluca, y le ordenó que se lo quitara. Jackson luego sacó una pistola Astra 9mm española de debajo de la peluca y dijo: "caballeros, el dragón ha llegado", en referencia a Ho Chi Minh. No está claro cómo Jackson obtuvo el arma. Bingham, quien vivió durante 13 años como fugitivo antes de regresar a Estados Unidos para enfrentar un juicio, fue absuelto de los cargos por el ingreso de armas a prisión.
Jackson le ordenó a Rubico que abriera todas las celdas y, junto con otros presos, tomó como rehenes a los oficiales. Los oficiales Jere Graham, Frank DeLeon y Paul Krasnes, junto con dos prisioneros blancos, fueron asesinados y encontrados en la celda de Jackson. Otros tres oficiales, Rubico, Kenneth McCray y Charles Breckenridge, fueron apuñalados, pero sobrevivieron. Después de encontrar las llaves de la salida del centro penitenciario, Jackson y su amigo cercano, Johnny Spain, escaparon al patio donde Jackson fue asesinado a tiros desde una torre y Spain se rindió. Jackson fue asesinado tres días antes del inicio de su juicio por el asesinato del oficial John Mills en 1970.
Tres reclusos fueron absueltos y tres (David Johnson, Johnny Spain y Hugo Pinell) fueron condenados por los asesinatos. A los seis se les conoce como el "San Quentin Six".
Hay algunas pruebas de que Jackson y sus partidarios en el exterior habían planeado la fuga durante varias semanas. Tres días antes del intento de fuga, Jackson reescribió su testamento, dejando todas las regalías y el control de su fondo de defensa legal al Partido Pantera Negra.
El funeral de Jackson se realizó en la Iglesia Episcopal de San Agustín en Oakland, California, el 28 de agosto de 1971.

## En la cultura popular
Varios artistas notables han dedicado trabajos a la memoria de Jackson o han creado obras basadas en su vida. La canción de Bob Dylan, titulada George Jackson, trata sobre la vida y la muerte de Jackson. La canción alcanzó la posición número 33 de las listas de éxitos estadounidenses, en enero de 1972.
Steel Pulse, una banda inglesa de reggae de Birmingham, escribió una canción llamada Uncle George (tío George). La canción proviene del álbum de la banda Tribute To The Martyrs (tributo a los mártires), que también rinde homenaje a otros activistas de los derechos civiles negros como Nelson Mandela, Martin Luther King y Steve Biko.
Ja Rule, en el 2003, tituló su álbum con el mismo nombre del libro de Jackson, Blood in My Eye. 
El saxofonista Archie Shepp dedicó la mayor parte de su álbum Attica Blues (1972) a la historia de George Jackson (Blues for Brother George Jackson) y los disturbios de la prisión de Attica que siguieron. 
Stephen Jay Gould escribió. en su libro de 1981 The Mismeasure of Man, sobre la muerte de George Jackson en el contexto del darwinismo social "apoyado estadísticamente". Citando a Gould sobre el legado de la ciencia fallida que apoyaba el fanatismo racial y la fisonomía, "George Jackson ... murió bajo el legado de Lombroso, tratando de escapar después de once años (ocho y medio en aislamiento) de una sentencia por robar setenta dólares de una gasolinera".
La vida, creencias y muerte de Jackson fueron el tema de una de las muchas cintas de audio grabadas en la comuna de Jonestown en Guyana durante 1978. En la cinta en cuestión, Jones, aborda varios temas relacionados con Jackson, especialmente la creencia de que la muerte de Jackson fue un asesinato racista. Su admiración por el activista del Partido Pantera Negra en la cinta es tan clara como su disgusto de que algún seguidor pudiera pensar que estaba al nivel de Jackson. Jones afirma al menos dos veces durante la grabación de 45 minutos que "personas como [el seguidor] mataron a George Jackson".
Stanley Williams dedicó su libro de 1998 Life in Prison a George Jackson. En la respuesta del gobernador Arnold Schwarzenegger al pedido de clemencia de Williams, el gobernador afirmó que esta dedicatoria era "un indicador significativo de que Williams no ha sido reformado y que todavía ve la violencia y la anarquía como un medio legítimo para abordar los problemas sociales".
La película de 2007 Black August es un recuento de los últimos catorce meses de la vida de Jackson.